# Cosimo Bertini
Cosimo Bertini (Livorno, 7 luglio 2005) è uno schermidore italiano, specializzato nella sciabola.

## Biografia
Cosimo è nato a Livorno e fa parte della Fides Livorno. Studia storia all'Università degli studi di Pisa.

## Carriera

### Fase giovanile
E' un atleta che non è mai stato al centro dell'attenzione infatti, a livello Under-14 e a livello Allievi, è arrivato rispettivamente al massimo in 12esima posizione e in 22esima.

### 2021
E' un anno sportivo interessato fortemente dalla pandemia di Covid-19 infatti, Cosimo, partecipa principalmente alle sole competizioni nazionali prendendo parte al campionato italiano di categoria Cadetti, Juniores e Assoluto. Arriva terzo, nella competizione individuale, a Riccione nella categoria Cadetti dopo aver perso in semifinale per 15-8 contro Edoardo Reale; nella stessa città partecipa alla competizione Juniores in cui arriva in 21esima posizione. Arriva poi la competizione assoluta a Cassino in cui, a livello individuale, arriva 55esimo.
Questi risultati permetteranno a Cosimo di mettersi in mostra a livello Cadetti dato che terminerà al secondo posto nel ranking italiano di categoria.

### 2022
A differenza dell'anno passato prende parte a molte competizioni internazionali: a partire dai campionati del mediterraneo, in cui partecipa sia alla competizione di categoria Cadetti che Juniores, in cui arriva, rispettivamente, in quinta e in settima posizione con entrambe svolte ad Amman. Prende quindi parte a due tappe del circuito europeo Cadetti, sia nella competizione a squadre che in quella individuale, in cui raggiunge come miglior risultato individuale la terza posizione a Godollo dopo perso, in semifinale, per 15-11 contro Colin Yang Siqi Heathcock e, come miglior risultato a squadre, arriva 11esimo a Bucarest.
Risultati che comunque gli permettono di raggiungere la 22esima posizione a livello individuale e la 11esima a squadre a livello europeo Cadetti.
Arrivano quindi i campionati italiani e, come la stagione passata, prende parte ai campionati italiani Cadetti, Juniores e Assoluto: nella competizione Cadetti arriva 14esimo, a Catania, nella competizione individuale; nella competizione Juniores, sempre a Catania, arriva solamente 32esimo e, nella competizione a squadre Assoluta a Courmayeur, arriva decimo. 
Finisce l'anno crollando, nella categoria Cadetto, alla 13esima posizione. 

### 2023 e 2024
Il primo è un anno in cui, per vari motivi, non partecipa minimamente a competizioni internazionali; prende parte alle competizioni nazionali Juniores, Under-23 e Assoluto: nella competizione Juniores arriva 11esimo, a livello individuale, a Padova; in quella Under-23 di Vercelli arriva 15esimo, sempre nell'individuale, e nell'Assoluto partecipa nella competizione a squadre A2(ossia la "serie B" della competizione nazionale a squadre di scherma) arrivando terzo.
A livello nazionale arriva, a fine anno, 19esimo nel ranking nazionale giovani e 33esimo in quella Under-23.
L'anno successivo, il 2024, segue lo stesso andazzo di quello precedente; prende infatti parte alle sole competizioni nazionali Juniores, Under-23 e Assoluti: arriva, nella competizione Juniores, alla 16esima posizione a Genova; in quella Under-23 a Rende arriva 24esimo e, in quello Assoluto di Cagliari, giunge 27esimo.
Terminerà quindi, nel ranking nazionale, alla 15esima posizione a livello Giovani e alla 29esima a livello Under-23.

### 2025
In quest'anno riprende a partecipare anche alle competizioni internazionali in cui raggiunge ottimi risultati esplodendo come atleta.  
Partecipa a molte tappe della Coppa del Mondo Juniores in cui giunge, come miglior risultato in individuale, alla vittoria della medaglia di Bronzo ad Hammamet mentre, a squadre, vince quella d'argento a Plovdiv dopo aver perso in finale contro la Turchia e quella d'oro a Dormagen dopo aver battuto gli U.S.A. Arriva quindi a partecipare al campionato europeo Juniores di Antalya in cui, nella competizione individuale, arriva solo 33esimo ma si riscatta alla grande in quella a squadre dove vince la medaglia d'oro dopo aver battuto in finale i cugini Transalpini per 45-40 terminando l'assalto con un positivo di 4 stoccate assieme a Edoardo, Valerio e Leonardo Reale. Prende parte anche all'ultima competizione esclusiva per i Juniores ossia ai campionati mondiali Juniores di Wuxi in cui, nella competizione individuale, vince la medaglia d'Oro dopo aver battuto in finale il rumeno Vlad Covaliu per 15-7 dopo aver anche battuto anche il connazionale Edoardo Reale nei sedicesimi. Partecipa anche alla competizione a squadre in cui vince la medaglia d'Argento dopo aver perso in finale contro gli U.S.A.
Grazie ai vari risultati ottenuti terminerà l'anno, a livello Juniores FIE, in quarta posizione individuale e terza a squadre. Arrivano poi i campionato europeo Under-23 di scherma 2025|campionati europei Under-23 di Tallinn in cui partecipa a entrambe le competizioni e vince, nell'individuale, la medaglia di Bronzo ottenuta dopo aver perso, in semifinale, contro il polacco Benedykt Denkiewicz alla stoccata decisiva mentre, a squadre, perde in finale contro la compagine transalpina per 45-36.
A livello giovanile partecipa anche alle Universiadi di Essen, in cui è portabandiera assieme a Giulia Amore, in cui arriva, nella competizione individuale, 24esimo mentre, in quella a squadre, vince la medaglia d'Argento dopo aver perso in finale contro la Corea del Sud.
Termina l'anno, nel ranking FIE Juniores in quarta posizione individuale e terza a squadre. 
Ha poi preso parte anche a due tappe della CdM Assoluti in cui ottiene, come miglior risultato, la 54esima posizione.
Arrivano poi i campionati italiani in cui, nella competizione Juniores di  Terni, arriva quinto mentre, in quella Under-23 a Salsomaggiore, sale sul gradino più alto del podio dopo aver battuto Marco Mastrullo per 15-10. Arriva poi il Campionati italiani assoluti di scherma del 2025|campionato Assoluto in cui arriva quinto a squadre mentre, a livello individuale, vince la medaglia di Bronzo dopo aver perso in semifinale contro Leonardo Reale.
Termina quindi l'anno, nel ranking nazionale, come primo a livello Giovani, secondo a livello Under-23 e 12esimo a livello Assoluto.

## Palmarès

### Risultati élite
In carriera ha ottenuto i seguenti risultati:
Universiadi
Individuale
A squadre
- Argento nella sciabola a Reno-Ruhr 2025

Campionati italiani
Individuale
- Bronzo nella sciabola a Piacenza 2025

A squadre

### Risultati giovani
Mondiali giovani
Individuale
- Oro nella sciabola a Wuxi 2025

A squadre
- Argento nella sciabola a Wuxi 2025

Europei Under-23
Individuale
- Bronzo nella sciabola a Tallin 2025

A squadre
Europei juniores
Individuale
A squadre
- Oro nella sciabola a Antalya 2025